# Bussana Vecchia
Bussana Vecchia ist eine Fraktion der Gemeinde Sanremo in der Region Ligurien und gehört zur Provinz Imperia. Die mittelalterliche Ortschaft wurde durch ein Erdbeben im Jahr 1887 zerstört und von den überlebenden Einwohnern verlassen. Seit den 1960er Jahren wird sie illegal von internationalen Künstlern besiedelt.

## Geschichte

### Frühe Geschichte
Bussana wurde wahrscheinlich zu römischen Zeiten unter dem Namen Armedina oder Armedana gegründet. Im siebten Jahrhundert suchten die Bewohner im Tal der Armea Schutz vor den Langobarden. Nach Angriffen der Sarazenen im zehnten Jahrhundert wurde die Siedlung an den besser zu verteidigenden Standort auf dem Berg verlegt. Zu Beginn des 12. Jahrhunderts errichteten die Grafen von Ventimiglia eine Burg.

### Erdbeben im Jahr 1887

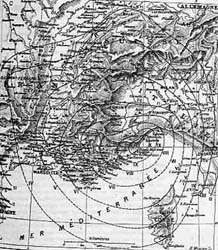
Erdbeben im Jahr 1887

Am 23. Februar 1887 (Aschermittwoch) wurde die Region um Genua und Sanremo um 6:21 Uhr von einem Erdbeben der geschätzten Stärke 6.5 erschüttert, bei dem zirka 2000 Menschen getötet wurden. Das alte Bussana wurde weitgehend zerstört, die Überlebenden lebten einige Jahre in Hütten, die sie vor dem Dorf errichteten. Im Jahr 1894 wurde die Siedlung aufgegeben, weiter unten im Tal entstand das heutige Bussana (Nuova) als Ortsteil von Sanremo.

### Wiederbesiedlung

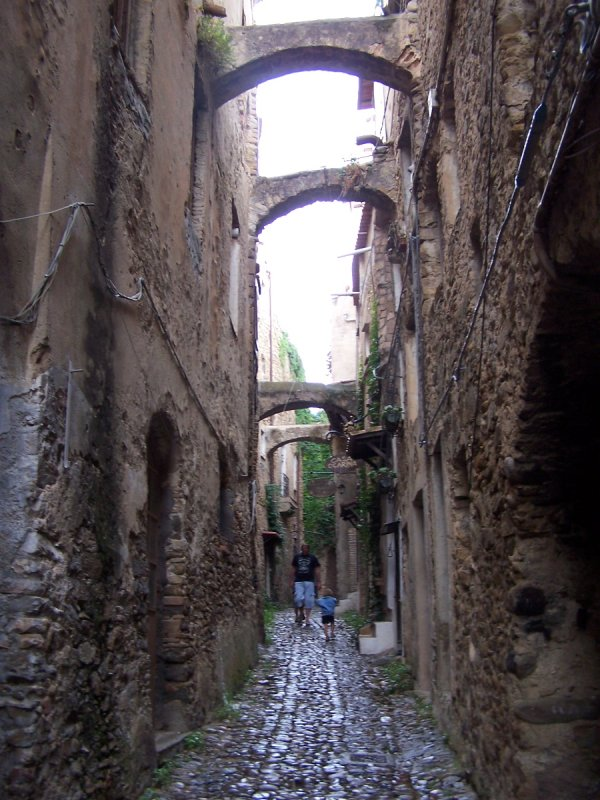
Typische Gasse im heutigen Bussana Vecchia

Nach Ende des Zweiten Weltkriegs nutzten Wanderarbeiter aus Süditalien die verfallenen Häuser der Geisterstadt als Unterkunft. Die italienischen Behörden ließen die Siedlung in den 1950er Jahren räumen und versuchten die Häuser durch weitere Zerstörung unbewohnbar zu machen.
Anfang der 1960er Jahre gründete der Turiner Künstler Mario Giani (Künstlername: Clizia) in Bussana Vecchia eine internationale Künstlerkolonie Colonia Internazionale degli Artisti. Während der Hippie-Ära kamen Künstler aus vielen Ländern und restaurierten die Häuser, errichteten Wasserversorgungs- und Abwassersysteme.
Aufgrund der ungeklärten Verhältnisse ordneten die Behörden im Jahr 1969 erneut die Räumung an und verlangten einen Rückbau in den vorherigen Zustand. Allerdings wurde das wegen des Widerstandes der Bewohner nicht ausgeführt.
Heute gibt es in Bussana Vecchia Künstlerateliers, einige Geschäfte, Restaurants und Bars.
In Bussana Vecchia handelt großteils der Roman von Reinhard Rinnerthaler „Als Petrus sein Bier lieber rettete als die Kirche – Eine satirische Heiligenlegende“ (Edition Innsalz, 2013).